# James Alpheus Glen
James Alpheus Glen, kanadski letalski častnik, vojaški pilot in letalski as, * 30. junij 1890, Turtle Mountain, Manitoba, † 7. marec 1962, Anglija.
Stotnik Glen je v svoji vojaški službi dosegel 15 zračnih zmag.

## Življenjepis
Med prvo svetovno vojno je bil sprva pripadnik RNAS, nato pa RAF.

## Odlikovanja
- Distinguished Service Cross (DSC)
- Croix de Guerre s palmo